# Six Heures du soir après la guerre
Pour plus de détails, voir Fiche technique et Distribution.
Six Heures du soir après la guerre (en russe : В 6 часов вечера после войны) est un mélodrame soviétique réalisé par Ivan Pyriev et sorti en 1944. Le nom du film provient de la scène d'adieu du soldat Chvéïk (Švejk) avec son ami le sapeur Voditchka (Vodička ) dans le roman de Hašek, Les Aventures du brave soldat Švejk. Švejk promet à son ami de le retrouver après la guerre dans une brasserie de Prague « à six heures du soir après la guerre. »

## Synopsis
Il s'agit d'un film romantique de guerre qui restitue bien l'atmosphère des années de guerre et de la période stalinienne et la conviction des gens de remporter la victoire pour s'assurer d'une vie paisible ensuite. Les circonstances de la guerre séparent l'artilleur Vassili Koudriachov de la tireuse de DCA Varia Pankova ; mais ils se retrouvent après la fin de la guerre dans un endroit convenu depuis longtemps, sur le grand pont de pierre de Moscou.

## Fiche technique
- Titre : Six Heures du soir après la guerre
- Titre original : В 6 часов вечера после войны
- Réalisation : Ivan Pyriev
- Scénario : Viktor Goussev
- Musique : Tikhon Khrennikov
- Photographie : Valentin Pavlov, Boris Aretski (ru)
- Direction artistique : Alexeï Outkine (ru), Boris Tchebotariov
- Maquillage : Vera Roudina
- Son : Viatcheslav Lechtchev, Leonid Voskaltchouk
- Montage : Anna Kulganek
- Studio : Mosfilm
- Format : noir et blanc - 35 mm - Mono
- Langue : russe
- Genre : film de guerre, mélodrame
- Pays : URSS
- Sortie :
  - URSS : 1944
  - France : 19 septembre 1945

## Distribution
- Marina Ladynina : Varia Pankova
- Evgueni Samoïlov : Lieutenant Vassili Ivanovitch Koudriachov
- Ivan Lioubeznov : Lieutenant Pavel Demidov
- Ariadna Lyssak : Fekla dite Fenia (A. Lyssak)
- Elena Savitskaïa : Ekaterina Mikhaïlovna dite tante Katia (E. Savitskaïa)

Non crédités
- Alexandre Antonov : commandant
- Tatiana Baricheva : habitante d'un immeuble
- Alexandra Danilova : tireuse de DCA
- Tatiana Govorkova : voisine
- Stepan Krylov : soldat
- Evgueni Morgounov : artilleur
- Irina Mourzaïeva : pianiste
- Lioudmila Semionova : tireuse de DCA
- Margarita Jarova : kolkhozienne

## Musique
Deux airs du film vont connaître un grand succès dans toute l'URSS :
- Le Chant des défenseurs de Moscou
- La Marche des artilleurs